# Estibina

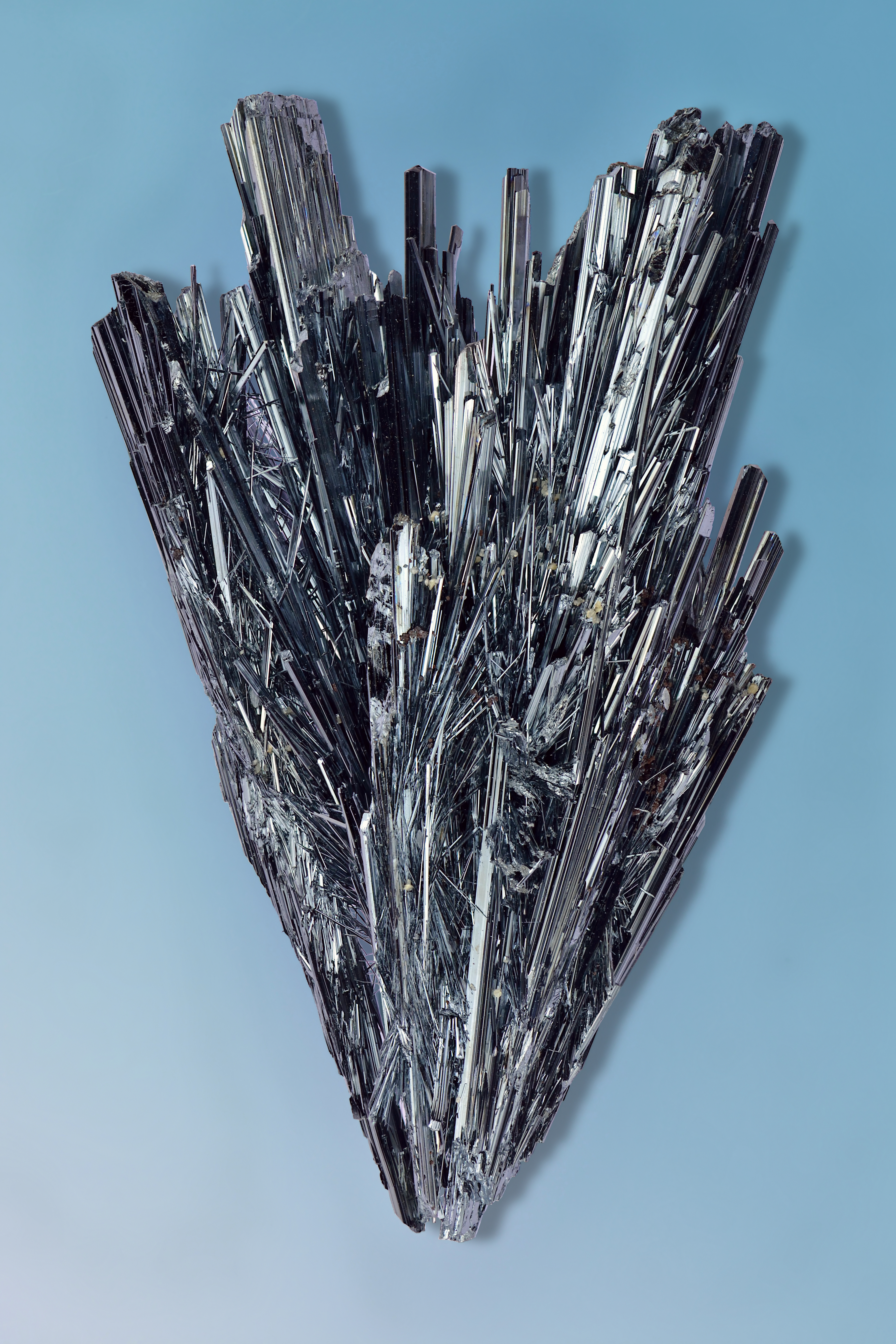

A estibina (também chamada antimonita e estibinita) é um mineral de sulfeto de antimônio (III), com composição química Sb2S3. É a principal fonte de antimônio, metal relativamente raro (0,2 por milhão na crosta terrestre) e elemento tóxico utilizado para endurecer as ligas de metal para suportes, terminais de baterias e semicondutores. Existem em cristais alongados de estibina, ou formas maciças, que podem confundir-se com a galena, porém a forma do cristal da estibina é diferente, como seu baixo ponto de fusão.
Se associa com outros sulfetos nas lençois hidrominerais, depósitos de águas termais e no interior do calcário.
A maior parte de sua produção anual provém da China.[carece de fontes?]

## Características principais
| - Sistema cristalino: Ortorrômbico - Hábito: Aciculado, maciço, granular, colunar. - Cor: Azul, cinza-azulado, cinza-chumbo, cinza-aço - Brilho: Metálico. - Diafaneidade: Opaco. | - Cor do traço: Negro-acinzentado. - Clivagem: Perfeita - Fratura: Conchoidal - Dureza: 2. - Densidade: 4,63 g/cm3 |